# Болензен, Фёдор Фёдорович
 Фёдор Фёдорович Болензен (Боллензен, Болленсен; Friedrich Bollensen) (12 января 1809, Roßdorf, Гёттинген — 29 февраля (17 февраля ст.ст.) 1896, Висбаден) — германский и российский востоковед, санскритолог, профессор Казанского университета.

## Биография
Родился в 1809 году. Из иностранцев, принявших присягу на подданство России (принял русское подданство в 1849 году). Получил степень доктора в Геттингенском университете в 1830 году. По выдержании испытания при Санкт-Петербургском университете, поступил в гатчинский воспитательный дом старшим учителем немецкого языка. Оставив службу здесь, определён в главный педагогический институт адъюнктом немецкой словесности, по увольнении же из института, вследствие преобразования его учебной части, 14 (2) ноября 1850 года занял должность библиотекаря гидрографического департамента морского министерства.
С этой последней должности 18 (6) февраля 1852 года назначен в Казанский университет ординарным профессором санскритского языка. 7 декабря (25 ноября) 1856 года уволен за штат, вследствие упразднения в Казанском университете кафедры санскрита. В 1858 уехал в Германию. Скончался 29 (17) февраля 1896 года в Висбадене от осложнений бронхиального катара.
Его комментированное издание на немецком языке пьесы Калидасы «Викраморваши» (СПб, 1846) считается «одной из фундаментальных и бессмертных работ по индийской филологии» (Deutsche Biographie).

## Труды
- Список публикаций и переводов: Bollensen, Friedrich 1809—1896
- переводы на Google Books